# Georg Friedrich Kaulfuss
Georg Friedrich Kaulfuss  ( 1786 - 1830 ) fue un botánico, briólogo, y pteridólogo alemán .
Fue profesor de Botánica en la Universidad de Halle.

## Algunas publicaciones
- 1827. Das Wesen der Farrenkraüter: besonders ihrer Fruchttheile zugleich mit Rücksicht auf systematische Anordnung betrachtet und mit einer Darstellung der Entwickelung der Pteris serrulata aus dem Samen begleitet ( La esencia de Farrenkraüter: en especial sus piezas de fruta al mismo tiempo, considera a la vista de disposición sistemática y acompañadas con una descripción del desarrollo de Pteris serrulata a partir de semillas). Ed. C. Cnobloch. 117 pp. En línea
- 1824. Enumeratio Filicum quas in itinere circa terram legit A. de Chamisso: adjectis ... animadversionibus ( describe los helechos colectados por Chamisso).
- august Ahrens, ernst friedrich Germar, georg friedrich Kaulfuss. 1812. Fauna insectorum Europae: Fasciculus 1-24. Ed. Imprensis. C. A. Kümmelii

## Honores

### Epónimos
En su honor se nombra:
Género
- Kaulfussia (Dennst.) Nees de la familia Asteraceae

- Y a 35 especies kaulfussii

- La abreviatura «Kaulf.» se emplea para indicar a Georg Friedrich Kaulfuss como autoridad en la descripción y clasificación científica de los vegetales.[1]